# Presidenti del Consiglio regionale dell'Alvernia
Il presidente del Consiglio regionale dell'Alvernia (in francese Président du conseil régional d'Auvergne) era il capo del governo dell'ex regione francese dell'Alvernia e il capo del suo Consiglio regionale
Con la riforma delle regioni, a partire dal gennaio 2016 le sue funzioni sono assunte dal presidente del Consiglio regionale dell'Alvernia-Rodano-Alpi.

## Elenco
| Mandato                             | Presidente | Presidente               | Partito | Partito                                                                                       |
| ----------------------------------- | ---------- | ------------------------ | ------- | --------------------------------------------------------------------------------------------- |
| 11 gennaio 1974 – 31 gennaio 1977   |            | Paul Ribeyre             |         | Federazione Nazionale dei Repubblicani e degli Indipendenti Unione per la Democrazia Francese |
| 31 gennaio 1977 – 17 ottobre 1977   |            | Augustin Chauvet         |         | Raggruppamento per la Repubblica                                                              |
| 17 ottobre 1977 – 21 marzo 1986     |            | Maurice Pourchon         |         | Partito Socialista                                                                            |
| 21 marzo 1986 – 2 aprile 2004       |            | Valéry Giscard d'Estaing |         | Unione per la Democrazia Francese                                                             |
| 2 aprile 2004 – 18 gennaio 2006†    |            | Pierre-Joël Bonté        |         | Partito Socialista                                                                            |
| 13 febbraio 2006 – 31 dicembre 2015 |            | René Souchon             |         | Partito Socialista                                                                            |